# Youth (Matisyahu-album)
A Youth Matisyahu reggaeművész második albuma. 2006. március 7-én jelent meg.

## Számok
1. Fire of Heaven / Altar of Earth – 3:59 (Matisyahu Miller/Josh Werner)
2. Youth – 4:18 (Miller/Werner)
3. Time of Your Song – 4:27 (Miller/Jimmy Douglass/Ivan Corraliza)
4. Dispatch the Troops – 4:05 (Miller/Werner/Jonah David/Aaron Dugan)
5. Indestructible – 4:09 (Miller/Douglass/Corraliza)
6. What I'm Fighting For – 2:11 (Werner)
7. Jerusalem – 4:00 (Miller/Douglass/Corraliza)
8. WP – 3:58 (Miller/Werner/David/Dugan/Daniel Eisenberg)
9. Shalom/Saalam – 1:06 (Miller/Youssou)
10. Late Night in Zion – 3:13 (Miller/Dugan)
11. Unique is My Dove – 3:24 (Miller/Werner/Dugan)
12. Ancient Lullaby – 4:18 (Miller/David/Dugan)
13. King Without a Crown – 3:42 (Miller/Werner)

## Külső hivatkozások
- Listen to the album Archiválva 2018. január 26-i dátummal a Wayback Machine-ben at MTV
- Youth lyrics (blog entries in March-April, 2006)